# Aeroportul Regional Vermilion
Aeroportul Regional Vermilion (IATA: DNV, ICAO: KDNV, FAA LID: DNV) este un aeroport din Illinois, Statele Unite ale Americii ce deservește zona Danville⁠(d).
Situat la o altitudine de 212 m, aeroportul dispune de 2 piste.

## Infrastructură

### Piste
Aeroportul dispune de 2 piste. Pista 3/21 are suprafața de asfalt și dimensiunile 6.006 picioare × 100 picioare. Pista 16/34 are suprafața de asfalt și dimensiunile 3.999 picioare × 100 picioare. 